# 牧野由多可
牧野 由多可（まきの ゆたか、1930年7月5日 - 2005年1月29日）は、日本の作曲家。
東京都出身。作曲を山田耕筰に、ピアノを豊増昇、井口基成、レオ・シロタに師事。主に現代邦楽の分野で活躍した。1960年に芸術祭大賞を受賞、1961年に芸術祭奨励賞を受賞、1995年には国際エミー賞および紫綬褒章を受章、2004年4月には旭日小綬章を受章。彼の功績をたたえ、「牧野由多可の会」が設立されている。

## 主な作品

### オペラ
- あやめ
- くさびら
- 船弁慶
- 鹿踊りのはじまり
- 安寿と厨子王
- 黒塚

### 管弦楽
- ピアノ協奏曲第1番
- ピアノ協奏曲第2番
- マンドリン協奏曲
- 尺八、二十弦とオーケストラのための悲曲変容
- ピアノと弦・打楽器のための浄瑠璃幻想

### 邦楽合奏
- 琉球民謡による組曲
- 邦楽器のためのエッセイ
- 箏と邦楽器のための協奏曲「フリオーソ」
- 太棹協奏曲
- 胡弓三章
- 春の海幻想
- カプリッチオ
- 日本の心「桜と月と花と」
- 日本の心「山」
- 日本の心「海」
- 日本の心「山田耕作」

### マンドリンオーケストラ
- 長良川の春

### 器楽
- パルティータ～箏独奏曲
- 佳人～箏独奏曲
- 風花の詩～三十絃独奏曲
- 群青～三十絃独奏曲
- 春雪のバラード～マンドリン独奏曲
- 十七絃独奏「風」

### 映画音楽
- 川上哲治物語 背番号16（滝沢英輔監督）
- 白い悪魔（斎藤武市監督）
- 絶唱（滝沢英輔監督）
- 雑草のような命（滝沢英輔監督）
- 太陽を抱く女（番匠義彰監督）
- 東海道新幹線（古賀聖人監督）

### テレビドラマ音楽
- 特別機動捜査隊（1961年～1966年、NET、後に小林亜星へ交代）
- 黄色い風土（1965年、NET）
- 青い山脈（1966年、日本テレビ）
- 何処へ（1966年版）（1966年～1967年、日本テレビ）
- お嫁さん第3シリーズ - 第7シリーズ（1967年～1970年、フジテレビ）
- 丸太と包丁（1968年、日本テレビ）
- ケンちゃんシリーズ（「すし屋のケンちゃん」以降の全作品）（1971年～1982年、TBS）
- 旗本退屈男（1973年、NET）
- お耳役秘帳（1976年、関西テレビ）
- オレの愛妻物語（1978年、日本テレビ）
- お命頂戴!（1981年、テレビ東京）